# Израиль на летних Олимпийских играх 1960
Израиль принимал участие в Летних Олимпийских играх 1960 года в Риме (Италия) в третий раз за свою историю, но не завоевал ни одной медали. Сборная страны состояла из 23 спортсменов (17 мужчин, 6 женщин), которые приняли участие в соревнованиях по лёгкой атлетике, тяжёлой атлетике, велоспорту, фехтованию, спортивной гимнастике, стрельбе и плаванию. 